# Šije (Tešanj)
Šije su naseljeno mjesto u sastavu općine Tešanj, Federacija Bosne i Hercegovine, BiH.

## Zemljopis
Prema teritorijalno-političkoj organizaciji Šije pripadaju Općini Tešanj, odnosno Federaciji Bosne i Hercegovine, a od Repubike Srpske (naseljenih mjesta Jabučić Polje i Trbuk) odvojene su rijekom Bosnom. Šije graniče sa susjednim mjesnim zajednicama, i to: Mravići (sa sjevera – općina Doboj Jug), Lepenica (sjeverozapad), Medakovo (zapad), Trepče (jugozapad) i Kosova (jug – općina Maglaj). Smještene su uz magistralni put M17, 7,5 km južno od Doboja i cca 13,5 km sjeverno od Maglaja. S Tešnjom su povezene u dva smjera, i to preko magistralne prometnice M17 (Šije – Karuše – Tešanjka – Tešanj) i nedavno izgrađenom modernom lokalnom prometnicom (Šije – Medakovo – Tešanj), kao prećacem za Zenicu iz Tešnja.
Ukupna površina Šija iznosi 16,5 km2, a prema neslužbenim podatcima u 2009. godini Šije broje 2880 stanovnika. Šije se dijele na Donje polje, Gornje polje i Gornje Šije.
Najrazvijenije su naseljeno mjesto na relaciji Doboj – Maglaj. Po broju stanovnika jedno su od najvećih naseljenih mjesta na području Općine Tešanj (pored Jelaha, Miljanovaca i Raduše), a po površini drugo po veličini naseljeno mjesto Općine Tešanj (pored Miljanovaca), odnosno treća po veličini mjesna zajednica.
U postratnom periodu Šijani su krenuli s uređenjem svoje mjesne sredine. Tako su od infrastrukture asfaltirani sve glave ceste kroz mjesnu zajednicu (ukupno dužnine 12 km) i dio lokalnih (uličnih) cesta, završen je i pušten u funkciju mjesni vodovod koji opskrbljuje cjelokupnu mjesnu zajednicu  (po laboratorijskim analizama jedan od najkavlitenijih vodovoda u široj regiji), sve glavne ceste kroz mjesnu zajednicu osvijetljene su gradskom rasvjetom (izuzev megistralne ceste M17), a u toku je izgradnja kanalizacijske mreže.
U sektoru poljoprivrede postoji nekoliko poljoprivrednih imanja za proizvodnju ranog povrća (plastenici), te nekoliko voćnjaka u kojima se proizvode jabuke i kruške raznih sorti.
Prva džamija u Šijama izgrađena je davne 1892. godine. Trenutno egzistiraju tri džamije, i to Centralna u Gornjim Šijama, te džamije u Donjem i Gornjem polju.

## Stanovništvo
| Šije               |                |                |                |
| godina popisa      | 1991.          | 1981.          | 1971.          |
| Muslimani          | 2293 (98,28 %) | 2093 (98,17 %) | 1611 (97,63 %) |
| Hrvati             | 11 (0,47 %)    | 12 (0,56 %)    | 26 (1,57 %)    |
| Srbi               | 1 (0,04 %)     | 4 (0,18 %)     | 1 (0,06 %)     |
| Jugoslaveni        | 11 (0,47 %)    | 20 (0,93 %)    | 3 (0,18 %)     |
| ostali i nepoznato | 17 (0,72 %)    | 3 (0,14 %)     | 9 (0,54 %)     |
| ukupno             | 2333           | 2132           | 1650           |

## Šport
U Šijama postoji nogometni klub "Napredak" koji se natječe u 1. županijskoj ligi Zeničko-dobojske županije, s vlastitim nogometnim igralištem.
Nogometno igralište također ima i tribine na koje može stati do 700 ljudi.

## Obrazovanje
Još od 1912. godine u Šijama radi osnovna škola. Trenutno se nastava odvija u dva školska kompleksa, i to u Centralnoj školi u Donjem polju (osmogodišnja škola) i Područnoj u Gornjim Šijama (četvorogodišnja škola).